# Christene Volkspartij
De Christene Volkspartij, opgericht in 1893, was de eerste christendemocratische partij in België.

## Geschiedenis

### Ontstaan
Het daensisme was een sociaal-Vlaamsgezinde christendemocratische richting en beweging, genoemd naar Adolf en Pieter Daens, waaruit de Christene Volkspartij als een onafhankelijke partij werd opgericht.
Na verschijnen van de pauselijke encycliek Rerum Novarum (1891) wilde men enerzijds zorgen voor vertegenwoordigers van de arbeiders binnen de Katholieke Partij. Er leefden anderzijds ook al sinds geruime tijd verlangens naar een autonome christelijke en democratische partij (o.a. bij Hector Plancquaert en een aantal personen uit het Ninoofse): dit ter ontvoogding van de arbeider, echter met behoud van het geloof. In Gent kon dit "antisocialisme" in de Katholieke Partij geïntegreerd worden. Onverzettelijkheid van conservatieve Katholieken onder leiding van Charles Woeste leidde in het arrondissement Aalst tot een autonome Christene Volkspartij. De conservatieven in Aalst weigerden aan de christendemocraten verkiesbare plaatsen op de lijst van de katholieke partij toe te kennen. Daarom werd de Christene Volkspartij opgericht in 1893.
De partij heeft haar oorsprong in twee groepen, met name de groep rond Pieter Daens en een groep intellectuelen rond het  weekblad Klokke Roeland.
De eerste vergadering van de stichters, christendemocraten uit de streek van Ninove, die zich Roelanders noemden: Jan-Baptist Vanlangenhaeke, Hilaire Van de Velde, Alois De Backer, Frans Lambrecht, Frans Sterck, Michel De Pelsmaecker en - de uit Aalst uitgenodigde - Pieter Daens, had plaats op 15 april 1893 te Okegem.
Een week later werd (opnieuw in Okegem) besloten een Christene Volkspartij op te richten. Op het eind van dezelfde maand werd een derde maal samengekomen, dit keer te Ninove. Op deze vergadering was, op verzoek van de Roelanders, niet alleen Pieter Daens aanwezig, maar ook diens broer, priester Adolf Daens.
Aan priester Adolf Daens werd toen gevraagd het programma van de Christene Volkspartij op te stellen. In juli 1893 werd, te Aalst, definitief het programma van de Christene Volkspartij, opgesteld door Adolf Daens, goedgekeurd. Het partijprogramma werd op 30.000 exemplaren gedrukt en over heel het Aalsterse arrondissement verspreid.
Eerst en vooral wilde dit programma de principes van Rerum Novarum verwezenlijken, maar er speelden ook antiklerikale motieven. Aan de sociale eisen werd ook een Vlaams programma verbonden, gericht op het scheppen van een gunstig politiek klimaat in Vlaanderen.
Hoofdpunten:
- Verplichte verzekering in functie van menswaardige werk- en levensomstandigheden voor de arbeiders ;
- Steun aan de landbouw door landbouwkredieten en regeling van de lasten en registratierechten
- Verdeling van de belastingen op roerende en onroerende goederen ; progressieve belastingen ;
- Het recht om vakbonden te vormen en wettelijke erkenning van de vakverenigingen
- Regeling van de arbeidsduur en van de vrouwen- en kinderarbeid (= sociale wetgeving)
- Leerplicht ; verplicht en kosteloos (= gesubsidieerd) lager onderwijs; schoolvrede op grond van gelijke toelagen voor alle scholen
- Vernederlandsing van het openbare leven in Vlaanderen, gelijkheid van de beide landstalen = bestuurlijke taalgelijkheid
- Voor een Vrijwilligersleger (i.p.v. een geloot rekrutenleger)
- Tegen de Congo-politiek en i.h.a. tegen het beleid van Leopold II
- Voor het algemeen stemrecht en evenredige vertegenwoordiging.

### Evolutie
De partij zocht aanvankelijk toenadering tot de conservatieve Katholieke Partij, die op dat ogenblik de macht hadden. Dezen wilden echter niet weten van de sociale kant van de Christene Volkspartij en Daens zocht en vond toenadering bij de socialisten en liberalen uit Aalst.
Het daensisme had succes in de streek: priester Daens werd tot volksvertegenwoordiger voor Aalst, later voor Brussel gekozen: In 1894 nam de partij deel aan de verkiezingen, maar Daens werd niet verkozen door onregelmatigheden bij de telling. De uitslag van het arrondissement Aalst werd nietig verklaard en de verkiezingen werden overgedaan in het arrondissement. Zo werd hij toch nog verkozen waardoor hij op 9 december 1894 Kamerlid werd. Het daensisme werd zo een bedreiging voor de conservatieve katholieke partij en voor de machtige voorman en staatsman Woeste, die de invloed van de kerkelijke overheid inschakelde tegen Daens en zijn volgelingen. De conservatieve katholieken werden vanzelfsprekend geleid door de verfranste burgerij: de sociale strijd van het daensisme werd zo synoniem met Vlaamse strijd.
Overal in het land werden daensistische kernen opgericht, die heel pragmatisch allianties vormden, nu eens met andere katholieken, dan weer socialisten en/of liberalen. De beweging breidde zich ook uit naar andere arrondissementen: vanaf 1895 bestonden, buiten Aalst, sterke daensistische kernen in Dendermonde, Gent, Oudenaarde, Ninove en Brugge, en, in mindere mate, ook in de provincies Antwerpen en Brabant. Maar het kwam nooit tot een goed uitgebouwde en georganiseerde partij. Slechts drie maal was er een verkozene te Aalst, slechts tweemaal werd er buiten het arrondissement Aalst een Kamerzetel behaald. Dit was zowel aan de tegenwerking van de Katholieke Partij, die zich de steun van de Rooms-Katholieke hiërarchie wist te verwerven (na 1894 trad de kerkelijke overheid tegen Daens op; in 1899 volgde het verbod het priesterambt uit te oefenen), als aan de onevenwichtigheid en het gebrek aan politieke kennis en ervaring van de leiders te wijten (erg gebrekkige organisatie), zodat de partij in feite stond en viel met de figuren van de gebroeders Daens.
De Christene Volkspartij werd gekenmerkt door verschillende punten. Enerzijds probeerde ze een brug te slaan tussen de goddeloze socialisten en de conservatieve kapitalistische katholieken en liberalen, anderzijds vertoonde ze solidaristische trekjes en zette zich af tegen zowel marxisme als het harde kapitalisme. Hoewel dit niet tot de doelstellingen van de partij hoorde, was ze naar toenmalige normen uiterst Vlaamsgezind. Ook haar radicaal-populistische stijl en haar kritische houding ten opzichte van het gevestigde gezag waren afwijkend ten opzichte van andere christendemocratische stromingen.
Haar kiespubliek was zeer gevarieerd, maar niet zeer uitgebreid. Het ging van liberale fabrieksdirecteurs tot socialistische paupers, van antiklerikaal tot stevig paaps. Haar groei was vooral te danken aan de invoering van het algemeen meervoudig stemrecht, dat er in 1893 onder druk van de socialisten was gekomen.
Gaandeweg ging de daensistische beweging zich meer interesseren voor allerlei wantoestanden in de administratie, waar ze zich eerst gericht had op de arbeidsomstandigheden. Na de Eerste Wereldoorlog ging de partij deels op in de hervormde Katholieke Partij en deels in de Vlaamse Beweging. Bij de verkiezingen van 16 november 1919 werd alleen nog te Aalst een lijst ingediend. Na de Eerste Wereldoorlog versmolt het daensisme met de Vlaams-nationale Frontpartij: de partij sloot een stembusakkoord met de Frontpartij. In de daaropvolgende jaren viel de partij uiteen en daarmee ook het daensisme. Een aantal oud-leden kwam terecht in de Katholieke Partij en in de socialistische BWP.
Het daensisme had een blijvende invloed in het arrondissement Aalst en lag aan de basis van de christendemocratie in België. Hoewel het daensisme een kleine, geïsoleerde beweging bleef, heeft het in grote mate bijgedragen tot de sociale en Vlaamse bewustwording van zowel de arbeiders als de intellectuelen.

## Varia
De Christene Volkspartij had groen als politieke kleur.